# Georges Haddad
 (février 2021).
Pour les articles homonymes, voir Haddad.
Georges Haddad, né le 1er septembre 1951, à la La Goulette (Tunisie), est un professeur d'université de mathématiques. Il est président de l'université Paris I Panthéon-Sorbonne de 1989 à 1994 puis de 2016 à 2021.

## Parcours universitaire
Ancien élève de l’ENS Ulm, Georges Haddad est diplômé d'une maîtrise en mathématiques de l'université Paris VII et d'un diplôme d'études approfondies (DEA) de l'université Paris VI. Il est également agrégé en mathématiques en 1974 et docteur en sciences mathématiques en 1983.
Georges Haddad commence sa carrière en 1975 comme assistant à l'université François-Rabelais de Tours (1975-1976), puis à l'université Paris-Dauphine. De 1983 à 1984, il occupe le poste de maître de conférences à l'université Paris I Panthéon-Sorbonne, avant d'en devenir président entre 1989 et 1994. Parallèlement, il devient vice-président de la Conférence des présidents d'université de 1992 à 1994.
De 2004 à 2010, il est directeur de la division de l'enseignement supérieur de l'UNESCO, avant de fonder et d'en diriger l'unité de recherche et de prospective en éducation,. Il est président d'honneur de l'université Panthéon-Sorbonne entre 1994 et 2016. 
Il participe à la conférence mondiale sur l’enseignement supérieur en tant que président du comité de pilotage de 1994 à 1999 et a été également membre du groupe de travail sur l’enseignement supérieur dans les pays en développement de 1998 à 2000. Il fonde le laboratoire de recherche « Marin Mersenne » dédié aux mathématiques, à l’informatique et aux applications interdisciplinaires et est membre de plusieurs conseils scientifiques et pédagogiques.
En 1997, il contribue au rapport de la Banque mondiale et de l’UNESCO sur l’enseignement supérieur et la recherche dans les pays en développement. En 1998 et en 2009, il organise les deux conférences mondiales de l’UNESCO sur l’enseignement supérieur et la recherche. 
En 2013, il est de nouveau professeur de mathématiques à l’université Paris 1 Panthéon-Sorbonne, avant d'être réélu au poste de président de cette université le 17 mai 2016. Christine Neau-Leduc lui succède le 14 janvier 2021.

## Distinctions
- Docteur honoris causa de l'INRS, composante de l'Université du Québec (2011)[8]
- Docteur honoris causa de ESCP Business School (2022)[9]
- Chevalier de la Légion d'honneur (2002)[10].

## Publications
- Université et société : responsabilités, contrats et partenariats (2000)
- La Qualité de l’enseignement supérieur : une approche complexe (2007)
- L’Enseignement supérieur en tant que moteur du développement humain et social : le point de vue de l’UNESCO (2008)
- L’Aventure des savoirs dans la vie académique de ce siècle (2009), Jean-Pierre Aubin et Georges Haddad, UNESCO, lire en ligne